# Chevrolet Independence
La Independence è un'autovettura mid-size prodotta dalla Chevrolet nel 1931.

## Storia

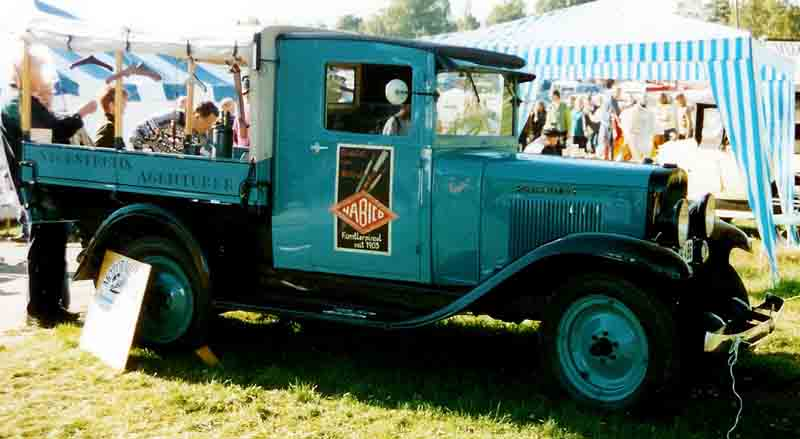
1931 Chevrolet camion piattaforma commerciale

Il modello era dotato di un motore a sei cilindri in linea e valvole in testa da 3.179 cm³ di cilindrata che sviluppava 50 CV di potenza. I freni erano a tamburo sulle quattro ruote. Il cambio era a tre rapporti e la trazione era posteriore.
Di Independence ne furono assemblati 623.901 esemplari. Inoltre, come i precedenti veicoli Chevrolet dell'epoca, furono costruiti anche veicoli commerciali e camion basati sull'autovettura. Utilizzavano gran parte della carrozzeria anteriore dell'autovettura, ma avevano telaio e assi rinforzati, una lunghezza maggiore e una carrozzeria posteriore di un pick-up. La gamma di autocarri era disponibile come pick-up e furgone. Inoltre, come con i precedenti camion Chevrolet, una versione dei camion fu costruita dalla filiale britannica di camion della General Motors, Bedford Vehicles, come la Serie W nelle varianti pick-up, furgone e autobus fino al 1939.